# Azad Toptik
Azad Toptik (* 12. Februar 1999 in Schwäbisch Hall) ist ein deutschtürkischer Fußballspieler.

## Karriere

### Verein
Toptik, der ursprünglich aus Diyarbakir stammt, begann mit dem Vereinsfußball in der Jugend von TSV Gaildorf und wechselte 2010 in den Nachwuchsbereich des VfB Stuttgarts. Im Laufe der Saison 2017/18 wurde er dann in den Kader der in der Fußball-Regionalliga Südwest vertretenen Zweitmannschaft, der VfB Stuttgart II, aufgenommen und absolvierte für sie bis zum Saisonende drei Ligaspiele.
Nachdem er die Hinrunde der Saison 2018/19 ebenfalls bei VfB Stuttgart II verbracht hatte, wechselte Toptik im Januar 2019 zum türkischen Erstligisten Kasımpaşa Istanbul. Sein Profidebüt gab er am 21. Januar 2019 in der Erstligabegegnung gegen Çaykur Rizespor.

### Nationalmannschaft
Toptik startete seine Nationalmannschaftskarriere 2014 mit einem Einsatz für die türkische U-15-Nationalmannschaft und spielte später auch für die türkische U-19-Nationalmannschaft.